# Strömstads stad
Denna artikel handlar om den tidigare kommunen Strömstads stad. För orten se Strömstad, för dagens kommun, se Strömstads kommun.
Strömstads stad var en stad och kommun i Göteborgs och Bohus län.

## Administrativ historik
Det är inte helt klart när stadsrättigheter erhölls. I ett kungabrev 1672 kallas samhället "staden Strömstad" och hade då redan ordnat stadsstyre med borgmästare och råd. Stadsrättigheterna stadfästes formellt av Karl XI den 15 april 1676.
Staden blev en egen kommun, enligt Förordning om kommunalstyrelse i stad (SFS 1862:14) från och med den 1 januari 1863, då Sveriges kommunsystem infördes. 1967 inkorporerades Vette landskommun och Tjärnö landskommun innan staden 1971 gick upp i den då nybildade Strömstads kommun.
Staden hade till 1944 en egen jurisdiktion (rådhusrätt) varefter den ingick i Norrvikens tingslag.
Stadsförsamling var Strömstads församling.

### Sockenkod
För registrerade fornfynd med mera så återfinns staden inom ett område definierat av sockenkod 1601 som motsvarar den omfattning staden hade kring 1950. 

## Stadsvapnet
Blasonering: I blått fält ett flöjtskepp av guld flytande på en av en vågskura bildad och med ett uppskjutande, svart treberg belagd stam av silver.
Vapnet fastställdes 1940.

## Geografi
Strömstads stad omfattade den 1 januari 1952 en areal av 5,17 km², varav 4,66 km² land.

### Tätorter i staden 1960
I Strömstads stad fanns tätorten Strömstad, som hade 3 979 invånare den 1 november 1960. Tätortsgraden i staden var då 99,0 procent.

## Politik

### Mandatfördelning i valen 1919–1966
| 6 | 7 | 8 |

| 17 | 4 |

| 4 | 1 | 6 | 10 |

| 20 |

| 1 | 4 | 5 | 11 |

| 20 |

| 4 | 5 | 2 | 10 |

| 20 |

| 1 | 8 | 3 | 1 | 8 |

| 20 |

| 1 | 8 | 2 | 10 |

| 20 |

| 11 | 3 | 7 |

| 18 | 3 |

| 12 | 3 | 6 |

| 21 |

| 9 | 4 | 2 | 6 |

| 19 |

| 10 | 2 | 5 | 4 |

| 19 |

| 11 | 1 | 5 | 4 |

| 18 | 3 |

| 11 | 1 | 4 | 5 |

| 18 | 3 |

| 12 | 1 | 4 | 4 |

| 18 | 3 |

| 17 | 10 | 7 |  | 5 |

| 36 |